# デッカイ トット マーチ
「デッカイ トット マーチ」は、日本の楽曲。作詞・作曲：中林淳真、歌：デューク・エイセス。

## 概要
デッカイ（とても大きな）トット（とと＝魚）に題材を求めた楽曲である。放送ではイントロ・間奏・コーダの一部が省略され、代わりに相棒のネコの台詞が追加された。
1980年8月 - 9月にNHK『みんなのうた』での放送が行われ、同番組で使用されたアニメ映像の製作は南家こうじが手掛けた。また、本放送から6年7か月後の1987年4月 - 5月に再放送が行われ、2014年8月 - 9月に27年ぶりに再放送、2019年6月7日と同年7月5日には『みんなのうたリクエスト』で再放送される。
なお初放送時のアニメ製作テロップでは、製作者名が「なんけ こうじ」と表示されていたが、再放送時には「南家こうじ」に変更された。
同じNHKの「おかあさんといっしょ」でも放送されたことがあり、こちらはメロディが異なり、うたのお兄さん・お姉さんによる実写映像である。